# Via dei Bentaccordi
Via dei Bentaccordi è una via del centro storico di Firenze, che va da piazza Peruzzi allo slargo tra via dell'Anguillara e via Torta. Vi innestano borgo dei Greci e via Borgognona. È una delle strade che costeggia il profilo dell'antico anfiteatro di Firenze, assieme a via Torta e piazza Peruzzi.

## Storia
I Bentaccordi, prima di stabilirsi in questa zona, avevano abitato a Fiesole e in Oltrarno, nel popolo di San Felice. In antico la strada si chiamò via Brontola, ma non se ne conosce l'origine del nome. 

## Descrizione
La strada procede stretta e curva, lungo i resti dell'anfiteatro romano, con l'affaccio posteriore o laterale di diversi palazzi. Ad esempio, presso l'incrocio con borgo dei Greci, costeggia la torre dei Peruzzi e il palazzo di Ubaldino Peruzzi.
Al numero 6 si trova palazzo Bentaccordi, che mostra ancora i resti delle arcate che ricalcavano i fornici dell'antiteatro al piano terra, con una buchetta del vino e con un tabernacolo situato in alto, al primo piano, contenente una statuetta moderna della Madonna col Bambino; probabilmente per la sua alta collocazione venne ignorato dalla catalogazione nel repertorio di Guarnieri (Le immagini di devozione nelle strade di Firenze, 1987).
All'angolo con via dell'Anguillara si trova un edificio che, nel catasto del 1480, è ricordata come affittata a pigione da Francesco e Ludovico Buonarroti, che qui avrebbero ospitato il giovane Michelangelo, all'epoca del suo apprendistato presso la bottega del Ghirlandaio e il giardino di San Marco. Nel 1875, in occasione del terzo centenario della sua nascita, venne posta una lapide commemorativa:
| CASA DOVE MICHELANGIOLO BUONARROTI NATO A CAPRESE NEL CASENTINO VISSE GLI ANNI DELLA SUA GIOVINEZZA |

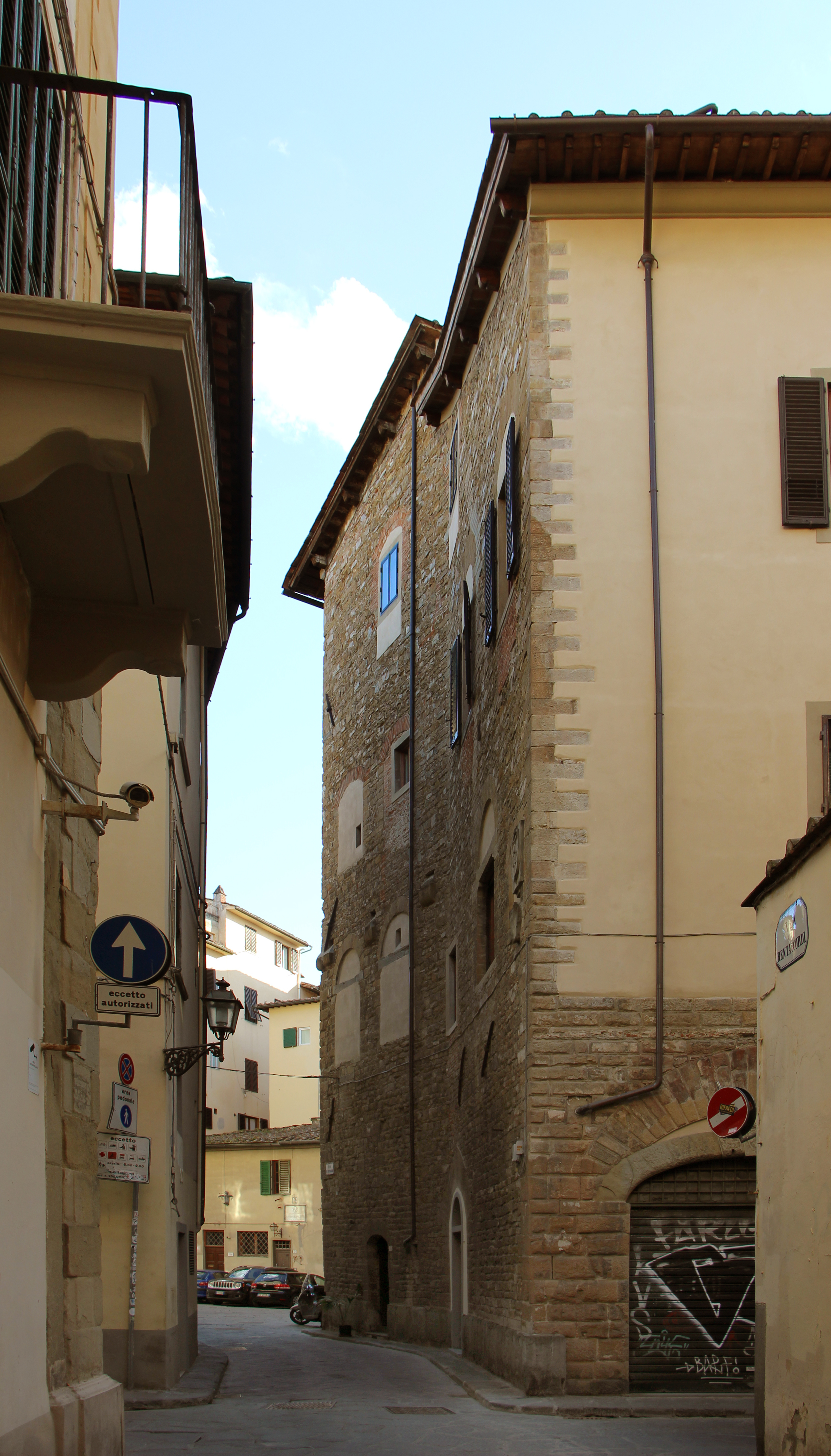
Veduta verso la torre dei Peruzzi
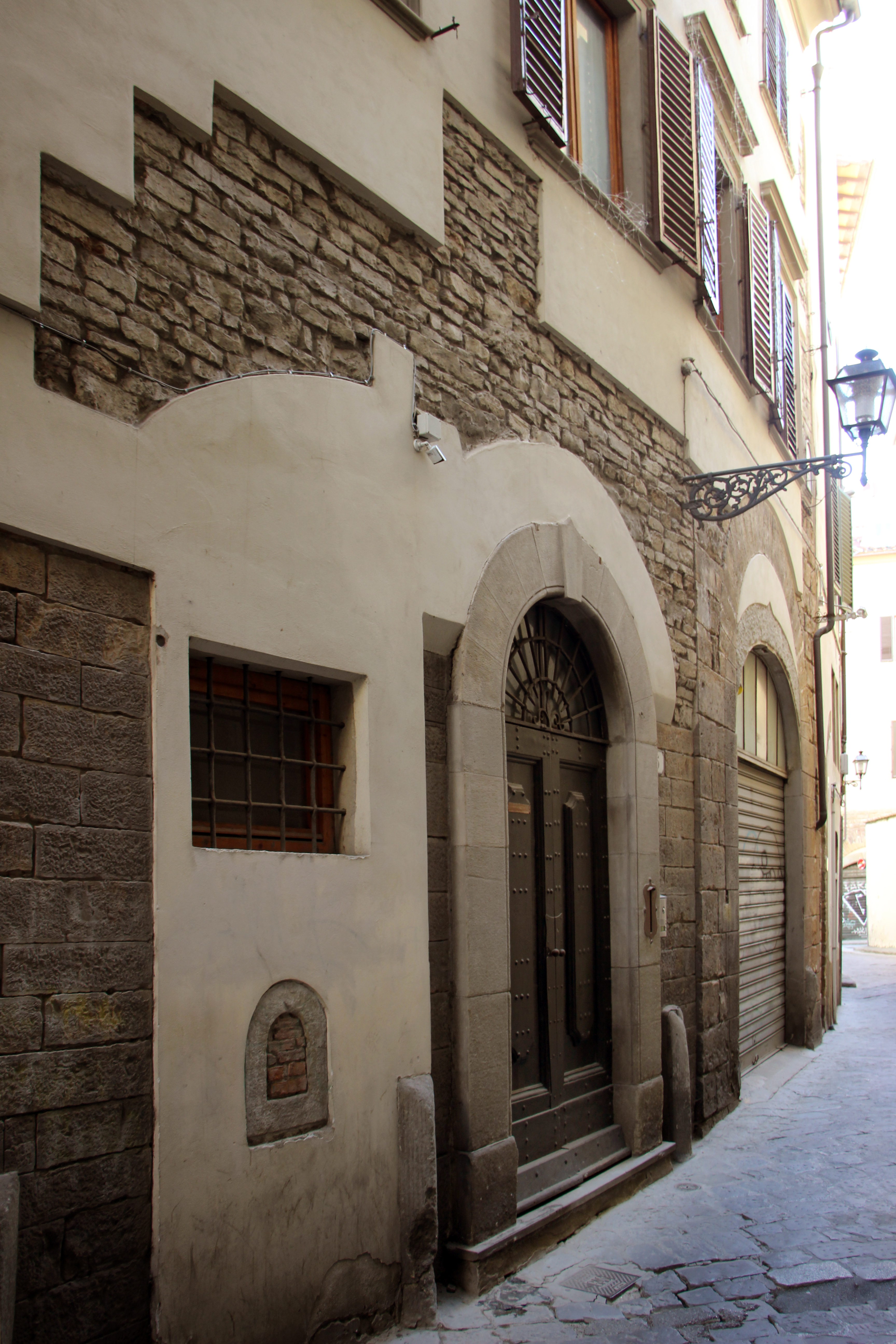
I resti dell'anfiteatro
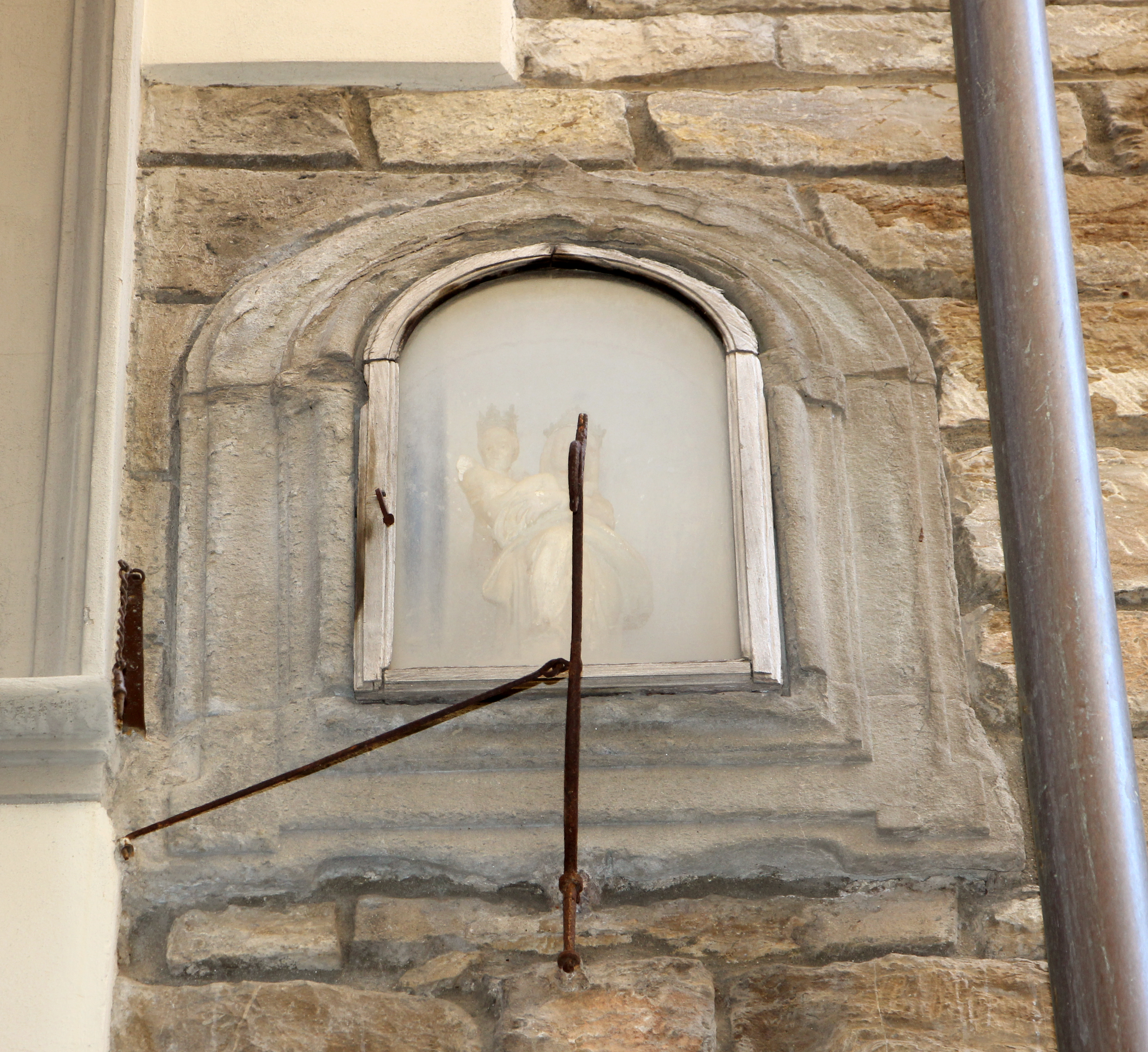
Tabernacolo

## Bibliografia

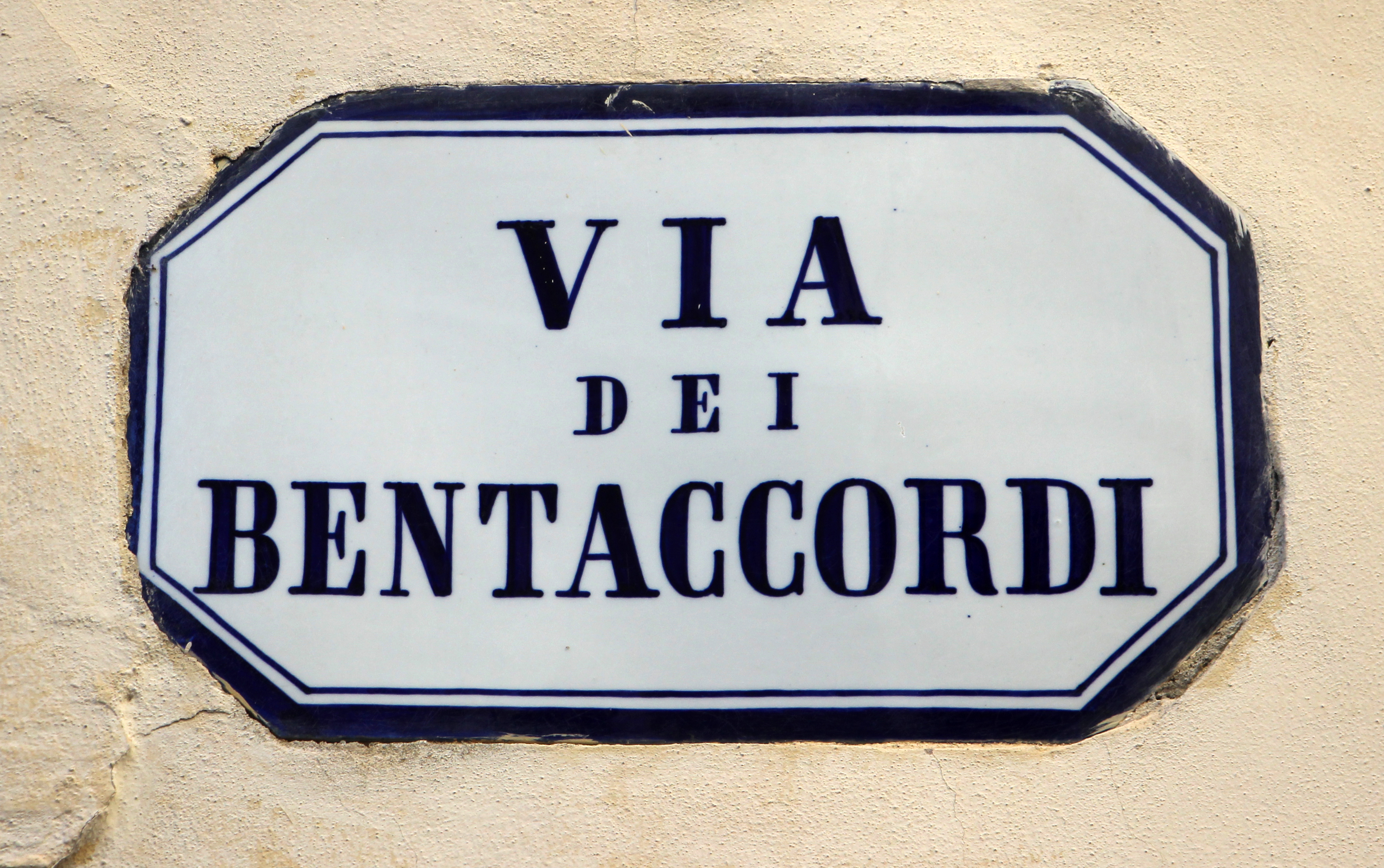
Lapide col nome della strada